# Csilla
Csilla  è un nome proprio di persona ungherese femminile.

## Origine e diffusione

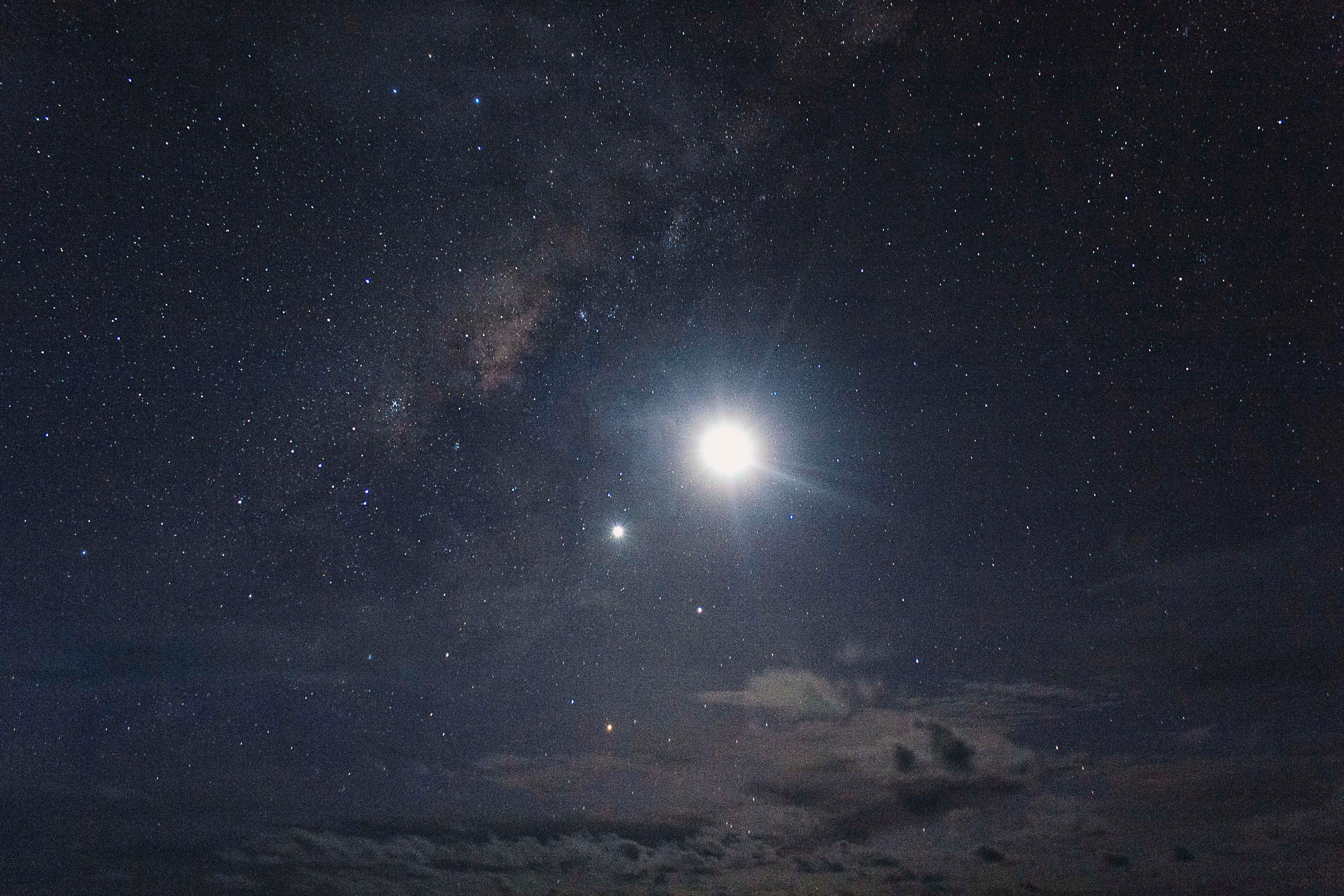
Il cielo stellato

È un nome recente, creato dallo scrittore András Dugonics per il suo romanzo del 1788 Etelka, e successivamente ripreso e popolarizzato dal poeta Mihály Vörösmarty; si basa sull'ungherese csillag, che significa "stella", ed è quindi analogo dal punto di vista semantico a Stella, Astro, Ylli, Hoshi, Citlalli, Najm, Tara ed Ester.

## Onomastico
Il nome non è portato da alcuna santa, quindi è adespota, e l'onomastico ricade il 1º novembre in occasione di Ognissanti.

## Persone
- Csilla Auth, cantante ungherese
- Csilla Bátorfi, tennistavolista ungherese
- Csilla Füri, pentatleta ungherese
- Csilla Hegedüs, politica rumena